# Ešref Jašarević
Ešref Jašarević (* 5. Februar 1951 in Gradačac, SFR Jugoslawien, heute Bosnien und Herzegowina) ist ein ehemaliger jugoslawischer Fußballspieler.

## Karriere

### Im Verein
Ešref Jašarević begann seine Karriere bei NK Zvijezda Gradačac und wechselte im Jahr 1972 zu FK Sloboda Tuzla. Dort spielte er insgesamt sechs Jahre und wechselte danach in die Türkei zu Galatasaray Istanbul. In seiner ersten und einzigen Saison bei den Gelb-Roten erzielte Jašarević in 24 Ligaspielen neun Tore. Er gewann am Ende der Saison den Başbakanlık Kupası.
Zur Saison 1978/79 wechselte der Stürmer zu FK Napredak Kruševac, dort beendete er 1983 seine Karriere.

### In der Nationalmannschaft
Ešref Jašarević spielte 1977 zweimal für die jugoslawische Fußballnationalmannschaft.

## Erfolge
Galatasaray Istanbul
- Başbakanlık Kupası: 1979